# Política municipal de Lisboa

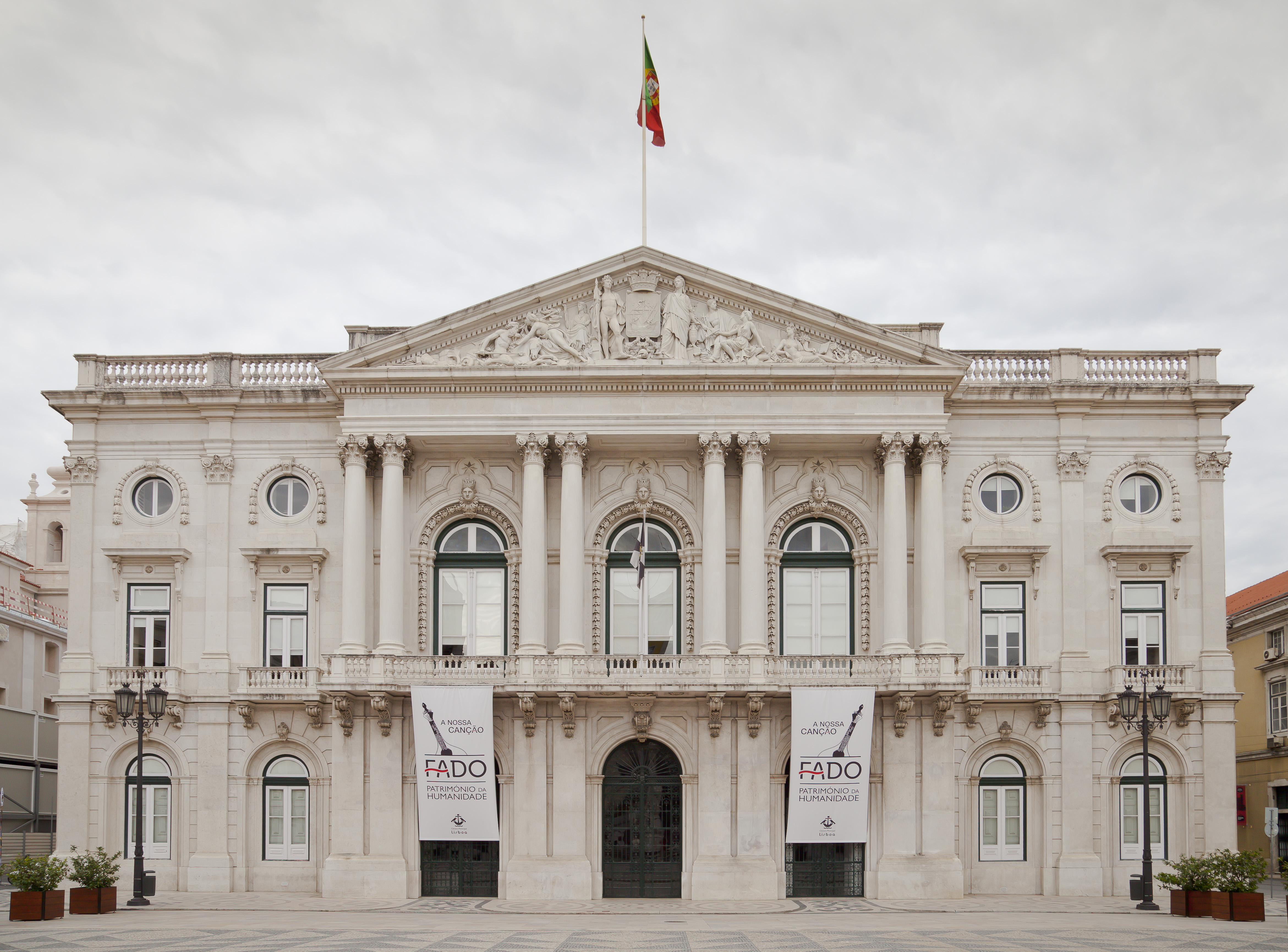
Câmara Municipal de Lisboa

É em Lisboa que se localizam os principais órgãos políticos do país (ministérios, tribunais, etc). O município de Lisboa é administrado por uma Câmara Municipal composta por 17 vereadores. Existe uma Assembleia Municipal que é o órgão legislativo do município, constituída por 75 deputados municipais, 51 dos quais eleitos directamente mais os presidentes das 24 juntas de freguesia do município.
O cargo de Presidente da Câmara Municipal ficou vago desde 15 de Maio de 2007, após a demissão de António Carmona Rodrigues que tinha sido eleito pelo PSD. Nas eleições de 15 de Julho de 2007 foi eleito António Costa, pelo PS. Após a renúncia deste ao mandato, em 2015, o vice-presidente Fernando Medina assumiu o cargo, tendo sido posteriormente eleito presidente como resultado das eleições autárquicas de 2017, apesar de o PS ter perdido a maioria absoluta, recebendo 42% dos votos. 

## Eleições

### Eleições autárquicas
| Data | %      | V      | %       | V       | %       | V       | %       | V       | %       | V       | %     | V  | %              | V      | %              | V       | %              | V    | %   | V   | Participação |                |
| Data | PS     | PS     | APU/CDU | APU/CDU | CDS-PP  | CDS-PP  | PPD/PSD | PPD/PSD | PPM     | PPM     | AD    | AD | PS-CDU         | PS-CDU | PSD-CDS        | PSD-CDS | B.E.           | B.E. | GCE | GCE | Participação |                |
| ---- | ------ | ------ | ------- | ------- | ------- | ------- | ------- | ------- | ------- | ------- | ----- | -- | -------------- | ------ | -------------- | ------- | -------------- | ---- | --- | --- | ------------ | -------------- |
| Data | 1976   | 35,51  | 7       | 20,72   | 4       | 18,96   | 3       | 15,23   | 3       | 0,43    | -     |    |                |        |                |         |                |      |     |     |              | 66,50 / 100,00 |
| 1979 | 23,35  | 4      | 25,10   | 4       | AD      | AD      | AD      | AD      | AD      | AD      | 46,67 | 9  | 75,55 / 100,00 |        |                |         |                |      |     |     |              |                |
| 1982 | 27,00  | 5      | 26,56   | 5       | AD      | AD      | AD      | AD      | AD      | AD      | 41,34 | 7  | 72,17 / 100,00 |        |                |         |                |      |     |     |              |                |
| 1985 | 17,98  | 3      | 27,50   | 5       | PPD/PSD | PPD/PSD | 44,77   | 8       | 5,07    | 1       |       |    | 58,71 / 100,00 |        |                |         |                |      |     |     |              |                |
| 1989 | PS-CDU | PS-CDU | PS-CDU  | PS-CDU  | PSD-CDS | PSD-CDS | PSD-CDS | PSD-CDS | PSD-CDS | PSD-CDS | 49,07 | 9  | 42,07          | 8      | 54,76 / 100,00 |         |                |      |     |     |              |                |
| 1993 | PS-CDU | PS-CDU | PS-CDU  | PS-CDU  | 7,75    | 1       | 26,34   | 5       |         |         | 56,66 | 11 |                |        | 53,47 / 100,00 |         |                |      |     |     |              |                |
| 1997 | PS-CDU | PS-CDU | PS-CDU  | PS-CDU  | PSD-CDS | PSD-CDS | PSD-CDS | PSD-CDS |         |         | 51,88 | 10 | 39,26          | 7      | 48,29 / 100,00 |         |                |      |     |     |              |                |
| 2001 | PS-CDU | PS-CDU | PS-CDU  | PS-CDU  | 7,55    | 1       | 41,98   | 8       | PPD/PSD | PPD/PSD | 41,70 | 8  |                |        | 3,80           | -       | 55,01 / 100,00 |      |     |     |              |                |
| 2005 | 26,56  | 5      | 11,42   | 2       | 5,92    | 1       | 42,43   | 8       |         |         |       |    | 7,91           | 1      | 52,65 / 100,00 |         |                |      |     |     |              |                |
| 2007 | 29,54  | 6      | 9,53    | 2       | 3,70    | -       | 15,74   | 3       | 0,38    | -       | 6,81  | 1  | 16,70          | 3      | 37,39 / 100,00 |         |                |      |     |     |              |                |
| 2007 | 29,54  | 6      | 9,53    | 2       | 3,70    | -       | 15,74   | 3       | 0,38    | -       | 6,81  | 1  | 10,21          | 2      | 37,39 / 100,00 |         |                |      |     |     |              |                |
| 2009 | 44,01  | 9      | 8,07    | 1       | PSD-CDS | PSD-CDS | PSD-CDS | PSD-CDS | PSD-CDS | PSD-CDS | 38,69 | 7  | 4,56           | -      |                |         | 53,43 / 100,00 |      |     |     |              |                |
| 2013 | 50,91  | 11     | 9,85    | 2       | PSD-CDS | PSD-CDS | PSD-CDS | PSD-CDS | 1,23    | -       | 22,37 | 4  | 4,61           | -      | 45,06 / 100,00 |         |                |      |     |     |              |                |
| 2017 | 42,00  | 8      | 9,55    | 2       | 20,59   | 4       | 11,22   | 2       | CDS-PP  | CDS-PP  |       |    | 7,14           | 1      | 51,16 / 100,00 |         |                |      |     |     |              |                |
| 2021 | 33,21  | 7      | 10,51   | 2       | PSD-CDS | PSD-CDS | PSD-CDS | PSD-CDS | PSD-CDS | PSD-CDS | 34,26 | 7  | 6,20           | 1      | 50,92 / 100,00 |         |                |      |     |     |              |                |

### Eleições legislativas
| Data | %     | %     | %     | %     | %     | %     | %        | %     | %     | %    | %     | %   | %   | % | %  | %  |  |
| Data | PS    | PCP   | PSD   | CDS   | UDP   | AD    | APU/ CDU | FRS   | PRD   | PSN  | B.E.  | PAN | PàF | L | IL | CH |  |
| ---- | ----- | ----- | ----- | ----- | ----- | ----- | -------- | ----- | ----- | ---- | ----- | --- | --- | - | -- | -- |  |
| Data | 1976  | 36,92 | 19,19 | 17,19 | 16,56 | 2,81  |          |       |       |      |       |     |     |   |    |    |  |
| 1979 | 24,48 | APU   | AD    | AD    | 2,70  | 44,14 | 23,53    |       |       |      |       |     |     |   |    |    |  |
| 1980 | FRS   | APU   | AD    | AD    | 1,66  | 45,83 | 20,64    | 26,95 |       |      |       |     |     |   |    |    |  |
| 1983 | 33,86 | APU   | 23,69 | 14,27 | 1,35  |       | 22,67    |       |       |      |       |     |     |   |    |    |  |
| 1985 | 18,96 | APU   | 28,32 | 9,59  | 1,68  | 18,24 | 19,77    |       |       |      |       |     |     |   |    |    |  |
| 1987 | 20,33 | CDU   | 47,76 | 4,52  | 1,52  | 14,92 | 6,53     |       |       |      |       |     |     |   |    |    |  |
| 1991 | 28,87 | CDU   | 46,25 | 4,97  |       | 10,76 | 0,52     | 2,99  |       |      |       |     |     |   |    |    |  |
| 1995 | 42,44 | CDU   | 30,68 | 10,59 | 0,64  | 10,56 |          | 0,16  |       |      |       |     |     |   |    |    |  |
| 1999 | 39,82 | CDU   | 29,15 | 10,17 |       | 10,48 | 0,15     | 6,00  |       |      |       |     |     |   |    |    |  |
| 2002 | 37,62 | CDU   | 38,03 | 8,75  | 7,11  |       | 5,11     |       |       |      |       |     |     |   |    |    |  |
| 2005 | 42,48 | CDU   | 24,84 | 10,54 | 8,23  | 8,71  |          |       |       |      |       |     |     |   |    |    |  |
| 2009 | 34,79 | CDU   | 28,90 | 11,48 | 8,55  | 9,81  |          |       |       |      |       |     |     |   |    |    |  |
| 2011 | 26,55 | CDU   | 36,16 | 14,79 | 8,27  | 5,58  | 1,53     |       |       |      |       |     |     |   |    |    |  |
| 2015 | 34,76 | CDU   | PàF   | PàF   | 7,87  | 9,35  | 1,91     | 37,47 | 2,04  |      |       |     |     |   |    |    |  |
| 2019 | 33,27 | CDU   | 25,45 | 5,85  | 7,01  | 9,13  | 4,08     |       | 3,26  | 4,08 | 1,38  |     |     |   |    |    |  |
| 2022 | 36,43 | CDU   | 27,35 | 2,28  | 4,72  | 4,65  | 1,82     | 3,83  | 10,59 | 5,59 |       |     |     |   |    |    |  |
| 2024 | 26,19 | CDU   | AD    | AD    | 32,33 | 3,53  | 5,14     | 2,12  | 7,68  | 7,45 | 11,73 |     |     |   |    |    |  |
| 2025 | 23,30 | CDU   | AD    | AD    | 31,65 | 3,67  | 2,69     | 1,68  | 9,40  | 9,27 | 14,53 |     |     |   |    |    |  |

## Subdivisões administrativas

Desde a reorganização administrativa de 2012, Lisboa conta 24 freguesias agrupadas em cinco Zonas (ou Unidades de Intervenção Territorial - UIT). Em tons de verde está a zona Norte, de amarelo a zona Ocidental, de laranja a zona Centro, de violeta a zona do Centro Histórico e de azul a zona Oriental.

| - Ajuda - Alcântara - Alvalade - Areeiro - Arroios - Avenidas Novas - Beato - Belém - Benfica - Campo de Ourique - Campolide - Carnide | - Estrela - Lumiar - Marvila - Misericórdia - Olivais - Parque das Nações - Penha de França - Santa Clara - Santa Maria Maior - Santo António - São Domingos de Benfica - São Vicente |

## Relações internacionais
A cidade de Lisboa é uma das 7 Cidades Fundadoras da UCCLA, União das Cidades Capitais Luso-Afro-Américo-Asiáticas. A cidade de Lisboa faz parte da União de Cidades Capitais Ibero-americanas. Abaixo está uma lista das cidades-irmãs de Lisboa e aquelas com as quais o governo da cidade estabeleceu um acordo de cooperação e amizade:
Cidades-irmãs
- Bissau, Guiné-Bissau[5][6]
- Brasília, Brasil[5]
- Budapeste, Hungria[5][6]
- Cacheu, Guiné-Bissau[5][6]
- Fortaleza, Brasil[7]
- Guimarães, Portugal[5][6]
- Luanda, Angola[5][6]
- Macau, China[5][6]
- Madrid, Espanha[5][6]
- Malaca, Malásia[5][6]
- Maputo, Moçambique[5][6]
- Natal, Brasil[8]
- Praia, Cabo Verde[5][6]
- Rabat, Marrocos[5][6]
- Rio de Janeiro, Brasil[5][6]
- Salvador, Brasil[5][6]
- São Paulo, Brasil[5][6][9][10]
- São Tomé, São Tomé e Príncipe[5][6]

Acordo de cooperação e amizade
- Água Grande, São Tomé e Príncipe[5]
- Argel, Argélia[5][6]
- Belém, Palestina[5][6]
- Buenos Aires, Argentina[5][6]
- Curitiba, Brasil[6]
- Kiev, Ucrânia[6]
- Miami, Estados Unidos[5][6]
- Montevidéu, Uruguai[5][6]
- Moscovo, Rússia[5][6] (suspenso em 2022, devido à invasão da Ucrânia pela Rússia)
- Pangim (Goa), Índia[6]
- Paris, França[5][6]
- Pequim, China[6]
- Qingdao, China[6]
- Santa Catarina, Cabo Verde[5][6]
- Sófia, Bulgária[6]
- Toronto, Canadá[5][6]
- Tunes, Tunísia[5][6]
- Zagrebe, Croácia[5][6]